# Tro

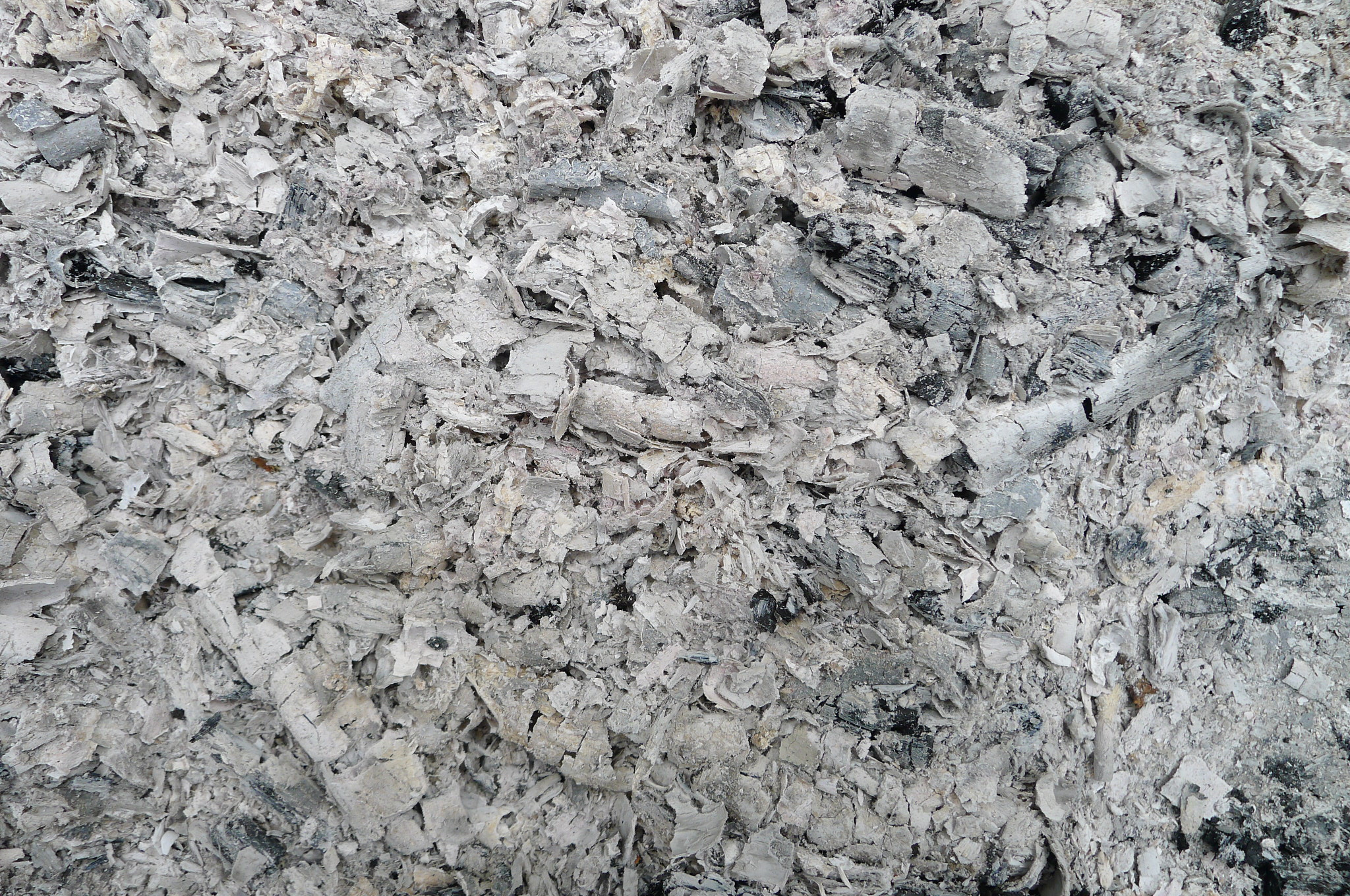
Tro từ gỗ cháy

Tro (hay gio, tro tàn, tàn tro) là phần chất rắn tàn dư sau khi lửa cháy hết. Nó là khái niệm chỉ tất cả tàn dư (mà không phải dung dịch nước và chất khí) sau khi một vật bốc cháy. Giống như xà phòng, tro là một chất có tính tẩy trùng. Tổ chức Y tế Thế giới khuyến cáo có thể dùng tro hoặc cát để vệ sinh nếu không có xà phòng, tro không độc nhưng không nên ăn hoặc hít vào.